# مارک آربر
مارک آربر (انگلیسی: Mark Arber؛ زادهٔ ۹ اکتبر ۱۹۷۷) بازیکن فوتبال اهل آفریقای جنوبی است.
از باشگاه‌هایی که در آن بازی کرده‌است می‌توان به باشگاه فوتبال پیتربورو یونایتد، باشگاه فوتبال دارتفورد، باشگاه فوتبال اولدهام اتلتیک، باشگاه فوتبال تاتنهام هاتسپر، باشگاه فوتبال کوربی تاون، باشگاه فوتبال استیونج، باشگاه فوتبال داگنم و ردبریج، باشگاه فوتبال بارنت، و باشگاه فوتبال هانتینگدون تاون اشاره کرد.